# بيري بوتكن سينيور
بيري بوتكن سينيور (بالإنجليزية: Perry Botkin, Sr.)‏ هو ملحن وعازف جاز وكاتب أغاني أمريكي، ولد في 22 يوليو 1907 في ريتشموند في الولايات المتحدة، وتوفي في 14 أكتوبر 1973 في فان نويس في الولايات المتحدة.

## وصلات خارجية
- بيري بوتكن سينيور على موقع IMDb (الإنجليزية)
- بيري بوتكن سينيور على موقع ميوزك برينز (الإنجليزية)
- بيري بوتكن سينيور على موقع ديسكوغز (الإنجليزية)
- بيري بوتكن سينيور على موقع قاعدة بيانات الفيلم (الإنجليزية)